# Shinobu Ota
Shinobu Ota –en japonés: 太田 忍, Ota Shinobu– (Gonohe, 28 de diciembre de 1993) es un deportista japonés que compite en lucha grecorromana.
Participó en los Juegos Olímpicos de Río de Janeiro 2016, obteniendo una medalla de plata en la categoría de 59 kg. Ganó una medalla de oro en el Campeonato Mundial de Lucha de 2019, en la categoría de 63 kg.

## Palmarés internacional
| Juegos Olímpicos   | Juegos Olímpicos        | Juegos Olímpicos | Juegos Olímpicos |
| Año                | Lugar                   | Medalla          | Categoría        |
| ------------------ | ----------------------- | ---------------- | ---------------- |
| 2016               | Río de Janeiro (Brasil) | Medalla de plata | 59 kg            |
| Campeonato Mundial |                         |                  |                  |
| Año                | Lugar                   | Medalla          | Categoría        |
| 2019               | Nursultán (Kazajistán)  | Medalla de oro   | 63 kg            |